# Tolang (Ulu Pungkut)
Tolang is een bestuurslaag in het regentschap Mandailing Natal van de provincie Noord-Sumatra, Indonesië. Tolang telt 802 inwoners (volkstelling 2010).